# Bromölla
Bromölla är en tätort och centralort i Bromölla kommun i Skåne län nära den blekingska gränsen. 
Tätorten är ett typiskt brukssamhälle och har vuxit upp runt Iföverken. Samhället består dels av en stor villabebyggelse, dels en mindre del flerfamiljshus. Dessa är framförallt lokaliserade till den nuvarande järnvägsstationen. Runt den gamla järnvägsstationen finns fortfarande en del industrier, bland annat LB-hus. I norra delen av tätorten ligger Ivetofta med Ivetofta kyrka och badplatsen Korsholmen vid Ivösjön.

## Historik
Bromölla växte upp söder om kyrkbyn i Ivetofta socken, kring Iföverken som etablerades där på grund av närheten till kalkstens- och kaolinbrytningen på Ivö samt järnvägsstationen på Sölvesborg-Kristianstads Järnväg, numera en del av Blekinge Kustbana. Järnvägsstationen fick sitt namn efter en betydande kvarn i Skräbeån.

### Administrativa tillhörigheter
Bromölla, tidigt benämnd Tunnby, var och är en ort i Ivetofta socken och ingick efter kommunreformen 1862 i Ivetofta landskommun. 1942 bildades Bromölla köping genom en utbrytning ur landskommunen. 1967 införlivades en med Gualövs landskommun utökad Ivetofta landskommun i köpingskommunen och orten Bromölla kom därefter bara att omfatta en mindre del av köpingskommunens yta. 1971 uppgick köpingen i Bromölla kommun och Bromölla är sedan dess centralort i den kommunen.
Bromölla har hört till Ivetofta församling med en mindre del i Gualövs församling. 2010 gick dessa samman och orten hör sedan dess till Ivetofta-Gualövs församling. Orten ingick till 1967 till Villands tingslag och sedan till 1971 i Kristianstads domsagas tingslag. Sedan 1971 ingår orten i Kristianstads tingsrätts domsaga.

### Befolkningsutveckling
| Befolkningsutvecklingen i Bromölla 1960–2020 | Befolkningsutvecklingen i Bromölla 1960–2020 | Befolkningsutvecklingen i Bromölla 1960–2020 | Befolkningsutvecklingen i Bromölla 1960–2020 | Befolkningsutvecklingen i Bromölla 1960–2020 |
| -------------------------------------------- | -------------------------------------------- | -------------------------------------------- | -------------------------------------------- | -------------------------------------------- |
|                                              |                                              |                                              |                                              |                                              |
| År                                           |                                              |                                              | Folkmängd                                    | Areal (ha)                                   |
| 1960                                         | 1960                                         |                                              | 4 397                                        |                                              |
| 1965                                         | 1965                                         |                                              | 5 100                                        |                                              |
| 1970                                         | 1970                                         |                                              | 5 960                                        |                                              |
| 1975                                         | 1975                                         |                                              | 6 611                                        |                                              |
| 1980                                         | 1980                                         |                                              | 7 147                                        |                                              |
| 1990                                         | 1990                                         |                                              | 7 511                                        | 515                                          |
| 1995                                         | 1995                                         |                                              | 7 477                                        | 536                                          |
| 2000                                         | 2000                                         |                                              | 7 333                                        | 539                                          |
| 2005                                         | 2005                                         |                                              | 7 428                                        | 545                                          |
| 2010                                         | 2010                                         |                                              | 7 595                                        | 558                                          |
| 2015                                         | 2015                                         |                                              | 7 854                                        | 629                                          |
| 2020                                         | 2020                                         |                                              | 8 092                                        | 636                                          |
|                                              |                                              |                                              |                                              |                                              |

## Bebyggelse
Ifötorget vid Iföverken på Folkets Husgatan har ödlorna i fontänen påminnande om de fossilfynd efter svanhalsödlor från kritaperioden som har gjorts i trakten. Fontänten är världens största keramiska fontän och består av ungefär 3000 delar. Runt omkring torget finns restauranger, ett par små butiker, den moderna Gallerian samt ett systembolag, en turistbyrå, Ivetofta Sparbank och ett konditori med en bowlinganläggning. Detta samt en samling flerfamiljshus, bland annat "mosaikhuset" som huserar Bromöllas prisbelönta biograf, utgör större delen av samhällets centrum.
I sydöst finns flera dagligvaruhallar. Där finns även försäljare för motorcyklar, husvagnar och skor. Ett stort hyreshusområde är Fäladen. Ågatan är också ett liknande område, egentligen en lång gata med hyreshus som leder från tätorten till skogen vid Dalaområdet. Tiansvägen, som leder centralt igenom samhället från motorvägen i söder, bort mot Råby i norr, sammanbinder Humleskolan med affärsområdet vid nya järnvägsstationen.
I det sydvästra hörnet av Bromölla finns en campingplats vid Strandängen nära Ivösjön. En bit från stranden finns ett mindre industriområde, med småhustillverkaren LB-hus samt övrig industriverksamhet som verkstäder och liknande. Bromöllas vattentorn ligger i ett skogsområde i öster, vid Hantverkargatan, nära Dalaskolan. Det finns också ett badhus intill Humleskolan. Bromöllaortens Simsällskap har sin verksamhet där.
Det finns tre kyrkor i Bromölla, Ivetofta kyrka, Katolska kyrkan på östra änden av Ivögatan samt Centrumkyrkan som hör till Evangeliska Frikyrkan och Pingströrelsen, och ligger på Hantverkaregatan invid Tians väg. Det finns två grundskolor för årskurs 7-9 i Bromölla, nya Humleskolan strax norr om centrum och Dalaskolan (södra) i östra änden av samhället. Alvikenskolan och Dalaskolan (norra) ligger bredvid Humleskolan respektive Dalaskolan (södra) och ansvarar för undervisningen i årskurs 1-6.

## Näringsliv

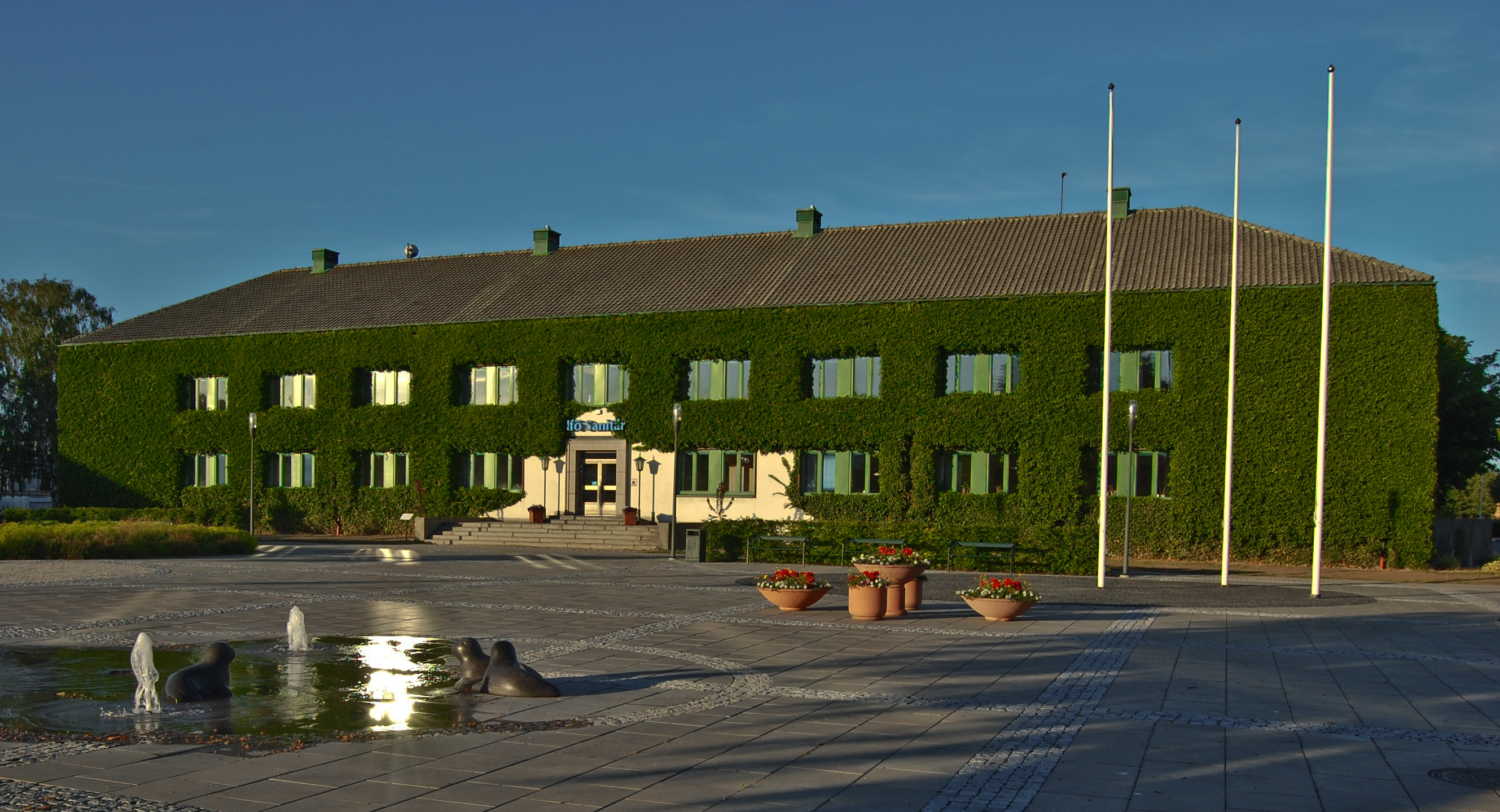
Ifö Sanitärs huvudkontor i Bromölla.

Bromölla är en bruksort som har vuxit upp med Iföverken, som i dag är uppdelat på tre bolag med olika ägare: Ifö Sanitär AB, Ifö Ceramics AB och Ifö Electric AB. Största arbetsgivare är dock Sylvamo, en massafabrik och ett pappersbruk i Nymölla, cirka tre kilometer söder om Bromölla. Andra stora arbetsgivare är Bromölla kommun, LB-hus och CGI (före detta WM-data och Logica).

### Bankväsende
Ivetofta sparbank grundades år 1905 och var år 2023 fortfarande en fristående sparbank.
Den 1 december 1942 etablerade Skandinaviska banken ett filialkontor i Bromölla. SEB lade ner kontoret runt år 2000.

### Handel
Bromölla kooperativa handelsförening bildades den 19 juni 1910. Den första butiken öppnade den 1 november 1910. Man hyrde först en lokal vid torget i Bromölla innan man 1914 köpte en fastighet vid hörnet Storgatan-Tunnbygatan. Därefter etablerades 1923-1951 sju filialer, varav två till inom Bromölla köping. Den första filialen utanför Bromölla öppnade i Grödby 1923 och följdes av filialer i Vanneberga 1931, Edenryd 1933 och Gualöv 1936. Under 1955 ställdes föreningens huvudaffär i Bromölla om till snabbköp. År 1961 uppgick föreningen i Konsumtionsföreningen Sölvesborg med omnejd som därmed bytte namn till Konsumtionsföreningen Sölvesborg-Bromölla m. o.
Hösten 1961 började föreningen bygga en ny Konsumhall på 300 kvadratmeter vid Storgatan i Bromölla. Affären kunde invigas den 12 april 1962. Konsum avvecklades runt 1989 och revs senare. Netto etablerades i Bromölla den 2 oktober 2010. Efter att Coop tagit över Netto ställdes butiken om till Coop. Coop beslutade att lägga ner den butiken den 31 mars 2024.
Ica-butiken i Bromölla vara tidigare en Kvantum men byggdes sedermera ut för att nyöppna som en Ica Maxi den 27 februari 2008. Bromölla var en av de första orter där svenska Lidl etablerade sig. Butiken öppnade den 25 september 2003.

## Kultur

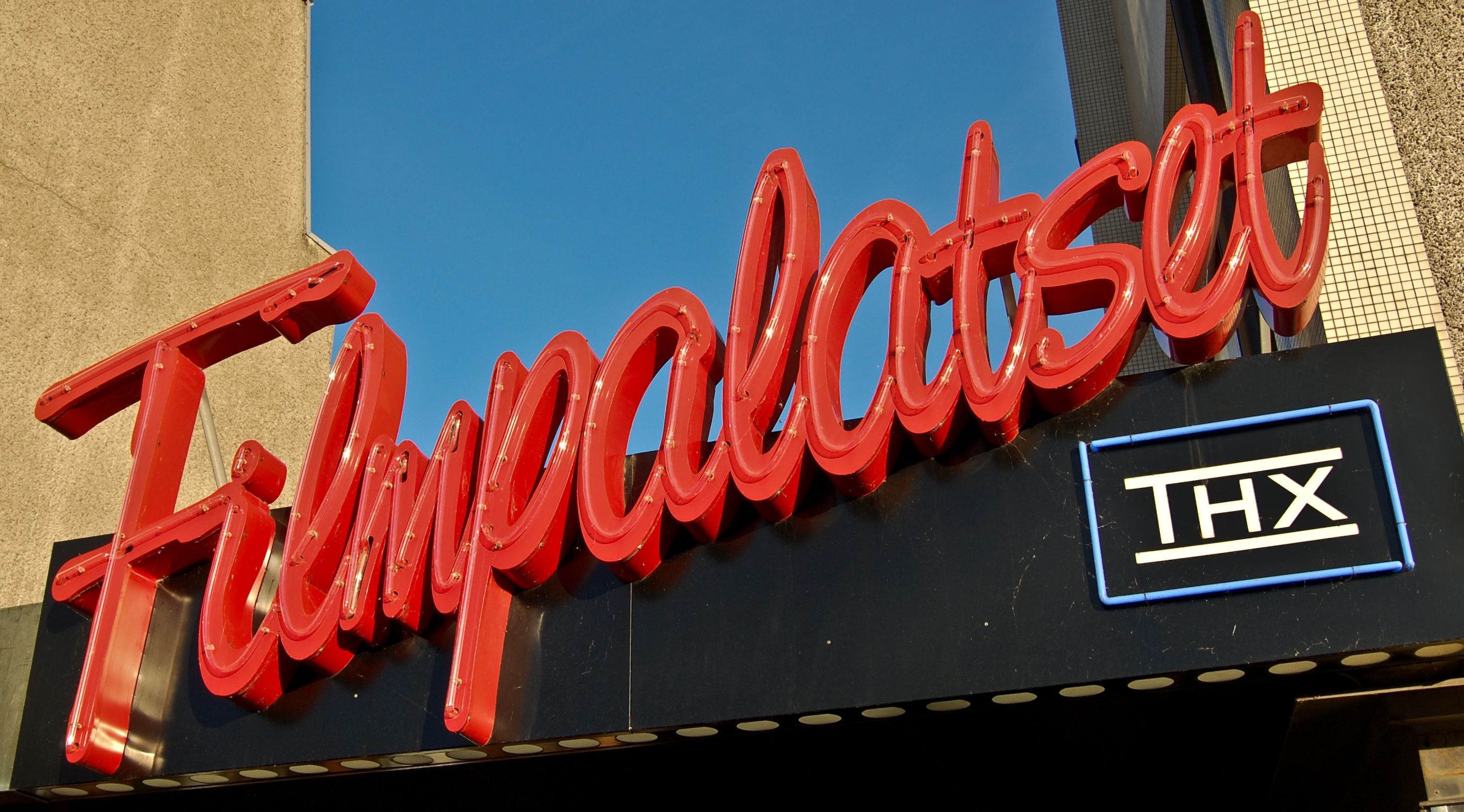
Skylten ovanför entrén till Filmpalatset.

I Bromölla finns en biograf vid namn Filmpalatset (tidigare Mosaiken), som 2001 vann TV-programmet Filmkrönikans pris som Sveriges finaste och bästa biograf.
På Iföverkens område ligger Iföverkens industrimuseum. Museet visar Iföbolagens utveckling genom 100 år samt även den inverkan industrin haft på orten och dess befolkning. Här visas bl.a. de olika modeller av toalettstolar som gjorts genom åren. Även högspänningsisolatorer, tegelstenar och allt annat som gjorts på Iföverken, visas. Hit hör udda saker som askfat i keramik.

## Sport

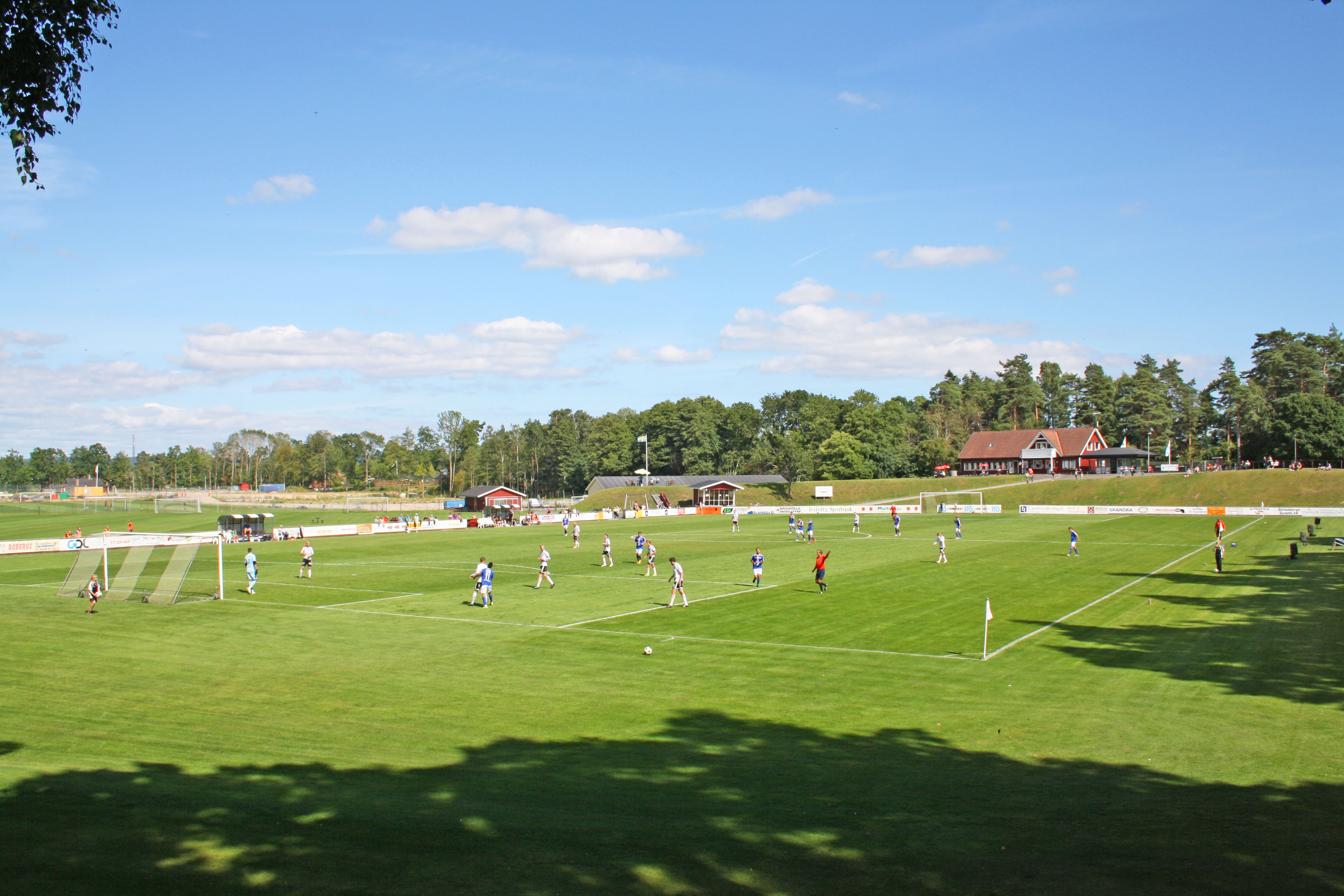
Strandängens IP.

Idrotten i kommunen är nära förknippad med den dominerande industrin, Iföverken. Fotbollsklubben Ifö Bromölla IF, som har Strandängens IP som hemmaarena, firade framgångar i slutet av 1960-talet och början på 1970-talet. Man föll bl.a. mot Växjöklubben Östers IF i kvalet till dåtidens motsvarighet till allsvenskan. Landslagsspelare som Inge Danielsson (proffs i Ajax, anfallare tillsammans med Johan Cruyff), Dag Szepanski (allsvensk skyttekung i Malmö FF 1967, senare i AIK) och på senare tid Marcus Lantz har fostrats i föreningen. Lite intressant kuriosa är att Jonas Therns pappa spelade i klubben på 1960-talet.
Ortens simklubb, BOSS, Bromöllaortens Simsällskap, var ursprungligen en del av Ifö Bromölla IF och hette då Ifö Bromölla IF:s Simsektion. 1980 bröt man sig ur idrottsföreningen och bildade BOSS. BOSS har bland annat fostrat landslagssimmerskan och OS-bronsmedaljören Johanna Sjöberg. BOSS tillhörde under flera år på 1990-talet landets bästa simklubbar. Bromölla vattenskidklubb har bl.a. arrangerat SM på Levrasjön, en sjö som ligger intill Ivösjön och som erbjuder unika möjligheter till vattenskidåkning. Klubben har under många år haft åkare i Sverige- och Europaeliten på både herr- och damsidan bland annat släkten Franke.
Bromölla Skytteförening har haft skyttar i världsklass, bland annat Annelie Bohlin som har vunnit bronsmedalj i VM. BSK/BAIK heter Bromöllas handbollsklubb. Den startade 1945 som Ivetofta AIK med huvudinriktningen bandy men bytte namn till BAIK 1950 och även idrottsinriktning till handboll 1969.

## Kända personer
- Charlotte Centervall, musiker i gruppen Cookies 'N' Beans, uppväxt i Ivetofta.[28]
- Inge Danielsson, fotbollsspelare, uppväxt och verksam i Bromölla.[28]
- Marcus Lantz, fotbollstränare, född och uppvuxen i Bromölla.[28]
- Sanna Nielsen, svensk sångerska.
- Johanna Sjöberg, simmare, uppväxt i Bromölla.[28]
- Mats Sturesson, skådespelare, uppväxt i Ivetofta.[28]
- Dag Szepanski, fotbollsspelare, uppväxt i Bromölla.[28]